# Madeleine Uggla
Madeleine Margareta Uggla, född Thiel 24 mars 1920 i Stockholm, död 19 januari 2018 i Huddinge, var en svensk musikpedagog och sångerska.

## Biografi
Madeleine Uggla studerade till musiklärare vid Kungliga Musikhögskolan, där hon tog musiklärarexamen 1943. Hon studerade sång för hovsångerskan Marianne Mörner och sångpedagogen Ingeborg Berling samt interpretation för kapellmästare Willhelm Freund. Hon höll sin debutkonsert i Lilla salen i Stockholms konserthus 1950. Under flera år gav hon kyrkokonserter i södra Sverige tillsammans med Birgit Nilsson.  
Madeleine Uggla var initiativtagare till och ordförande i Svenska Röstpedagogers Förbund 1959–1976. Hon grundade Stockholms musikpedagogiska institut (SMI) 1960, och var dess rektor till 1981. Därefter var hon konstnärlig ledare och styrelseordförande för samma institut fram till 1991. Vid sidan av SMI har hon varit verksam som lärare vid Kungliga Musikhögskolan och Ingesunds folkhögskola. Hon var 1983–1995 ordförande i Sveriges Körförbund.

## Familj
Madeleine Uggla var dotter till Olof Thiel och Margareta, född af Burén, senare omgift Lindström, samt sondotter till Ernest Thiel.
Madeleine Uggla var gift två gånger med juristen Claës Uggla (1916–2000), 1941–1974 och från 1983 till hans död. De är gravsatta i minneslunden på Skogskyrkogården i Stockholm. Hon är mor till Gabriel Uggla, fotograf, Johan Uggla och Magnus Uggla, artist.

## Priser och utmärkelser
- 1990 – Medaljen för tonkonstens främjande
- 1995 – Illis Quorum